# Hjellefossen
Hjellefossen is een waterval in de Utladalen, nabij Øvre Ardal, onderdeel van de gemeente Årdal in de Noorse provincie Vestland. 
Hjellefossen is in de zomermaanden een krachtige waterval met een totale valhoogte van 365 meter en wordt niet gereguleerd. 